# الغراب (فلم 2024)
الغراب (الإنجليزية: The Crow) هو نيو-نوار، وفيلم أكشن، ودراما، وفيلم إثارة، وفيلم فنتازيا، وفيلم بطل خارق، وفيلم رومانسي، وفيلم رعب، وفيلم جريمة، وفيلم رعب دموي ‏، وفيلم قصاص ‏ صَدَرَ في 23 أغسطس 2024، في الولايات المتحدة. الفيلم من إنتاج ، و، و30ويست ‏، وسوني بيكتشرز إنترتينمنت، وتولّت ليونزغيت، وفوروم هانغري ‏ توزيعه، وهو من إخراج روبرت ساندرز.

## طاقم التمثيل
- بيل سكارسغارد، بدور
- سامي بوعجيلة
- جوزيت سيمون
- لورا بيرن
- داني هيوستن
- إف كيه إيه تويغز

## الإنتاج
صوّر الفيلم في براغ.

## وصلات خارجية
- مقالات تستعمل روابط فنية بلا صلة مع ويكي بيانات